# Ewald Reder
Ewald Reder (* 31. Oktober 1954 in Traunstein)  ist ein deutscher Musikwissenschaftler, Pianist, Dirigent und Publizist.

## Leben
Ewald Reder wurde am 31. Oktober 1954 in Traunstein geboren und erlernte schon früh das Klavierspiel. Bereits ab dem Alter von 5 Jahren trat er öffentlich auf. Nach dem Abitur studierte Reder Musik, Germanistik und Philosophie in München. Seit 1976 ist Reder international als Pianist und Ensembleleiter tätig. Darüber hinaus lehrte er in Würzburg, Aschaffenburg, Freising und München West. 1995 gründete Reder den Kammerchor Collegium Vocale Frisingae, dessen Dirigent er bis heute ist. Besonderes Aufsehen erregte seine Monografie zu Leben und Werk Sergej Rachmaninows, die überwiegend positiv rezipiert wurde.
Ewald Reder lebt und arbeitet in Freising.

## Veröffentlichungen
- 1992 Stefan George – Arnold Schönberg: „Die Hängenden Gärten“ op.15
- 2007 Sergej Rachmaninow – Leben und Werk (1873-1943) ISBN 978-3-89774-486-8
- 2012 Il Principe – Der Fürst ISBN 978-3-7959-0949-9

## Einspielungen (Auswahl)
- Rossini – Messe solennelle
- Mozart – Requiem KV 626
- Musica Humorista
- Sergej Rachmaninoff – Chorwerke und Lieder aus der Jugendzeit